# Julio de Caro

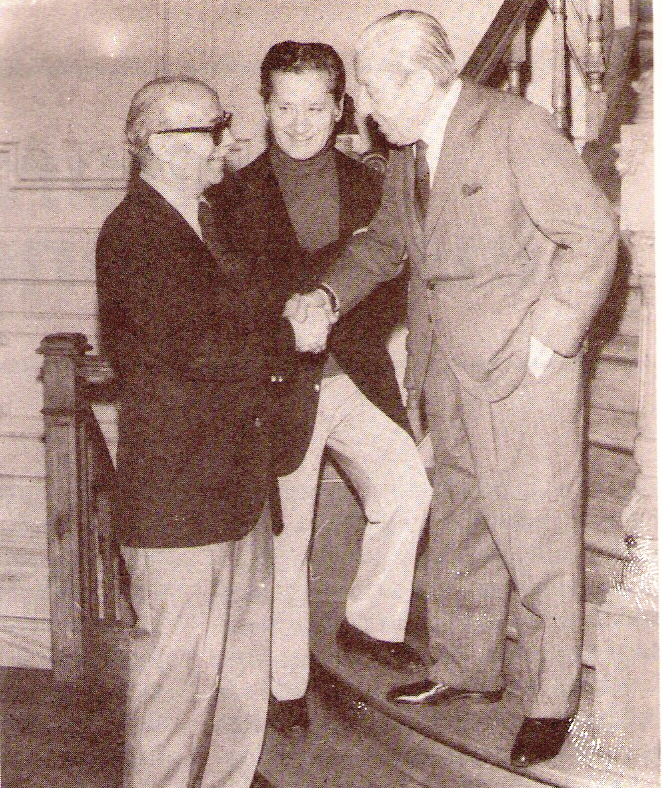
Julio de Caro till höger

Julio de Caro, född 11 december 1899, död 11 mars 1980, var en argentinsk violinist, orkesterledare och kompositör inom tango. De Caro startade en sextett 1924 och blev snart en av de mest omhuldade uttolkarna av tangomusik. Pianisten i sextetten var hans bror Francisco De Caro, bandoneonisten var Pedro Laurentz, och de bidrog bägge med kompositioner. Tangons dag firas varje år på Julio de Caros och Carlos Gardels gemensamma födelsedag, den 11 december.

## Uppväxt och inledande karriär
Julio De Caro föddes i stadsdelen Balvanera i Buenos Aires och var näst äldst i en syskonskara på tolv barn. Hans far José De Caro hade varit direktör på konservatioriet vid Teatro della Scala de Milano, och beslöt att Julio skulle studera piano och hans bror Francisco violin. Bröderna bytte dock instrument med varandra, och hängav sig dessutom åt tangomusiken, vilket deras far aldrig skulle förlåta dem för. Bandoneonisten Eduardo Arolas tog Julio De Caro under sina vingar.

## Karriär
År 1924 grundade De Caro sin första sextett och gjorde sina första inspelningar för skivbolaget Victor. Under de följande åren gjorde han sedan över 400 inspelningar. Från 1933 och framåt blev De Caros tolkningar mer experimentella och introducerade exempelvis blåsinstrument i orkestern. Senare återvände han till sin äldre stil och mellan 1949 och 1953 gjorde han flera återinspelningar av sina gamla verk, nu med bättre inspelningsteknik och för skivbolaget Odeon.

## Kompositioner i urval
- Boedo
- Colombina (med Francisco De Caro)
- Copacabana
- El arranque
- Mala junta (med Pedro Laurenz)
- Mala pinta (med Francisco De Caro)
- Orgullo criollo (med Pedro Laurenz)
- Tierra querida